# ویلهلم میکلاس
ویلهلم میکلاس (آلمانی: Wilhelm Miklas؛ ۱۵ اکتبر ۱۸۷۲ – ۲۰ مارس ۱۹۵۶) یک سیاست‌مدار اهل اتریش بود.